# Božidar Ćosić
Božidar Ćosić (serbisch-kyrillisch Божидар Ћосић; * 25. Juli 1982 in Šabac, Jugoslawien) ist ein serbischer Fußballspieler.

## Leben
Der in Šabac im Okrug Mačva im serbischen Kernland geborene Ćosić spielte als Jugendlicher in seiner Heimatstadt beim FK Mačva Šabac sowie in der Vojvodina bei FK Vojvodina Novi Sad. 1998–1999 erhielt er die bekannte Jugendförderung von Ajax Amsterdam.
Noch nicht volljährig, wurde er 1999 zum FC Utrecht transferiert.
Es folgten beim KFC Uerdingen 05 von 2000 bis 2004 nicht übermäßig erfolgreiche Jahre, ehe er 2004 bis 2005 für ein Jahr in seiner Heimat beim FK Železnik in der SuperLiga bei wenigen Spielen Erfahrungen sammeln konnte. 2007 folgte ein kürzerer Besuch in der zweiten russischen Liga beim FK Chimki. Die Saison 2007/2008 verbrachte er in Belgrad beim FK Zemun und kam zu einigen Einsätzen. 2008 zog es ihn nach Ungarn zu Debreceni Vasutas und von 2009 bis 2011 war er, nach einem Intermezzo beim FK Modriča Maxima in Bosnien-Herzegowina, in Rumänien tätig: zunächst 2009/2010 bei Petrolul Ploiești und danach bei CS Concordia Chiajna, mit dem er im Juni 2011 den Aufstieg in die Liga 1 feiern konnte. Ćosić wechselte im Sommer 2011 ablösefrei zum Zweitligisten CS Turnu Severin, der zum Ende der Saison 2011/12 ebenfalls aufstieg. Es folgte eine weitere Zweitligasaison bei FC Olt Slatina, dem sich im Sommer 2013 ein Wechsel zum Zweitligisten CS Universitatea Craiova anschlossen. In der Winterpause 2013/14 wurde der Vertrag in Craiova aufgelöst. Seit Sommer 2014 ist Božidar Ćosić für den österreichischen Bezirksligisten ASKÖ Vorchdorf aktiv.